# Schwanheimer Düne

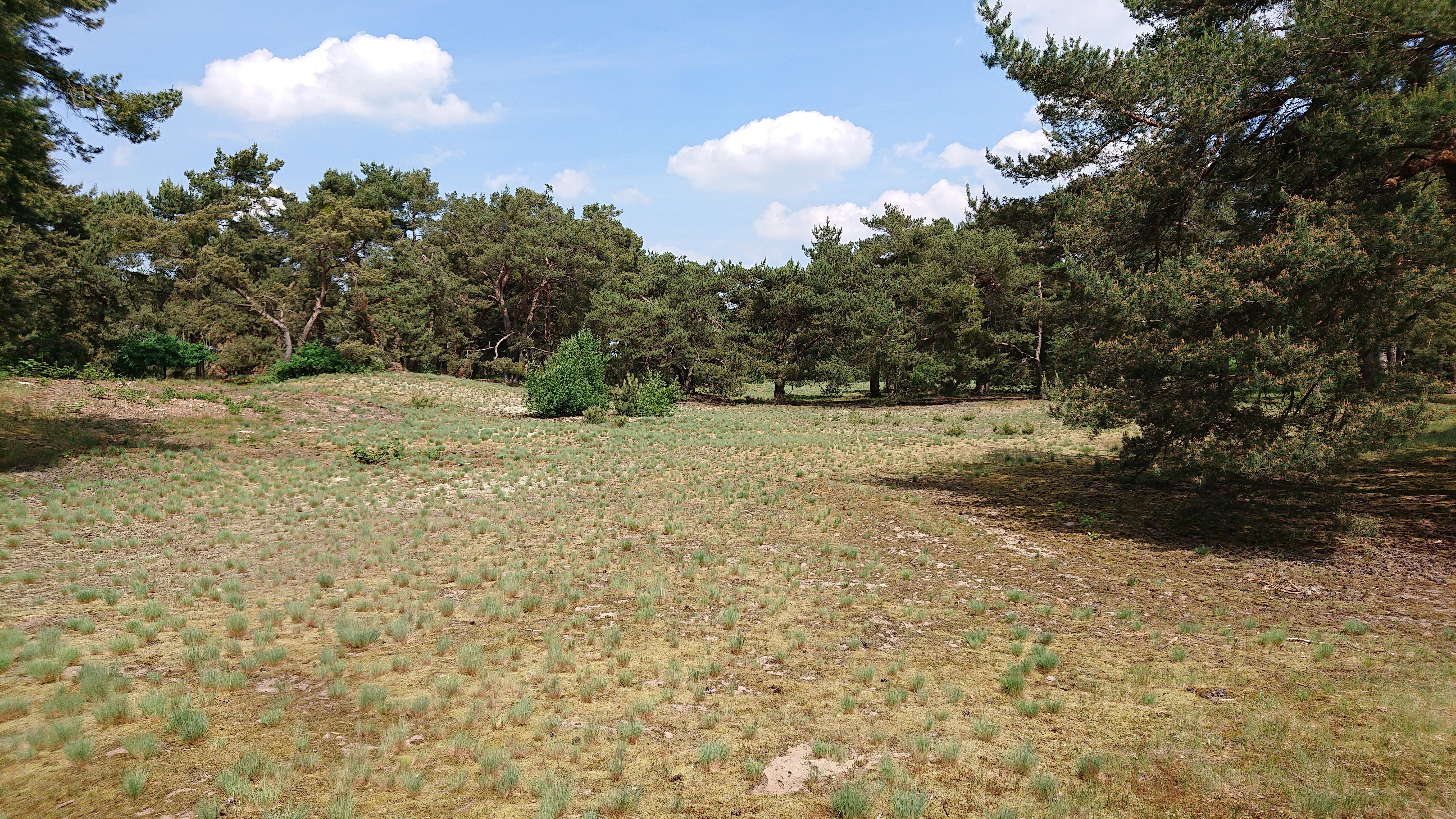
Schwanheimer Düne im Mai

Die Schwanheimer Düne ist eine 58,5 Hektar große Binnendüne im Westen von Frankfurt-Schwanheim und seit 1984 ein Naturschutzgebiet. Zusätzlich ist sie seit 2003 nach der Fauna-Flora-Habitat-Richtlinie der EU als Schutzgebiet ausgewiesen. Das Gelände unmittelbar südöstlich des Industrieparks Höchst ist ein beliebtes Naherholungsgebiet, auch für die 22.000 Mitarbeiter des Industrieparks.

## Aufbau

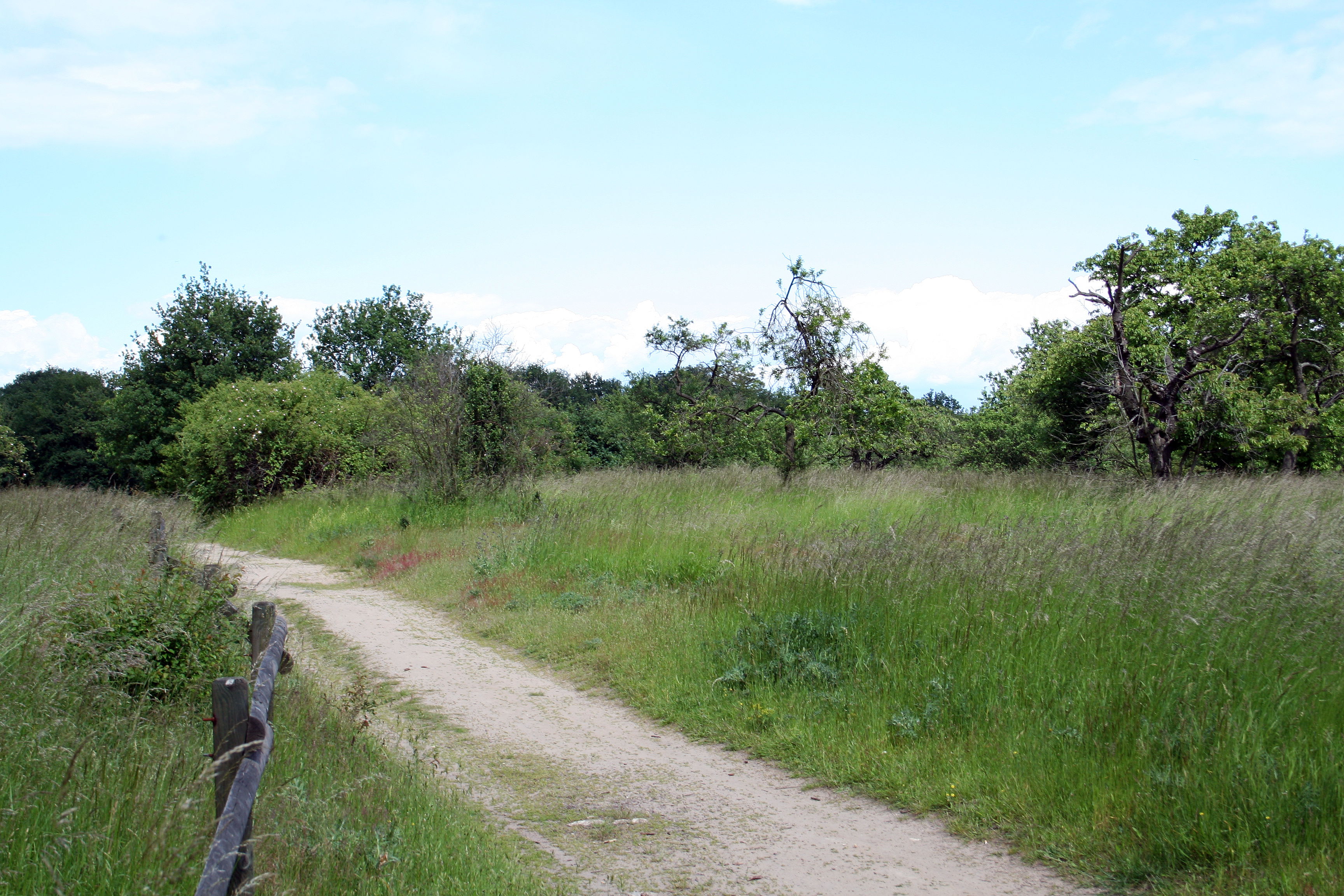
Weg im Wiesen-Bereich

Die Düne besteht aus Sand-, Magerrasen- und Waldflächen sowie einigen kleinen Seen und beherbergt eine Vielzahl an seltenen und vom Aussterben bedrohten Tier- sowie Pflanzenarten. In der Stadtregion Frankfurt ist sie einzigartig, denn im Binnenland – weit entfernt vom Meer – sind Dünen dieser Art, mit ihrer sehr wertvollen Flora und Fauna, selten zu finden.
Durch die Schwanheimer Düne verlaufen zwei Wege, in Nord-Süd- und Ost-West-Richtung, die sich in der Mitte kreuzen und in den sandigen Bereichen seit 1999 mit Bohlen ausgelegt sind. Ein Bohlenweg leitet Besucher gezielt durch das Gebiet, die dieses dadurch erkunden können, ohne den sensiblen Lebensraum der Tiere und Pflanzen zu verletzen. Während das Reiten auf den normalen Wegen erlaubt ist, darf der Bohlenweg nicht beritten werden und auch Radfahrer sollten darauf zur eigenen Sicherheit absteigen. An besonderen Punkten entlang der Wege sind einige Erläuterungstafeln aufgestellt, die kurze Informationen zu den einzelnen Abschnitten enthalten. Die Düne wird von Kiesteichen, Streuobstwiesen und Hecken umgeben, die hauptsächlich dem Vogelschutz dienen.

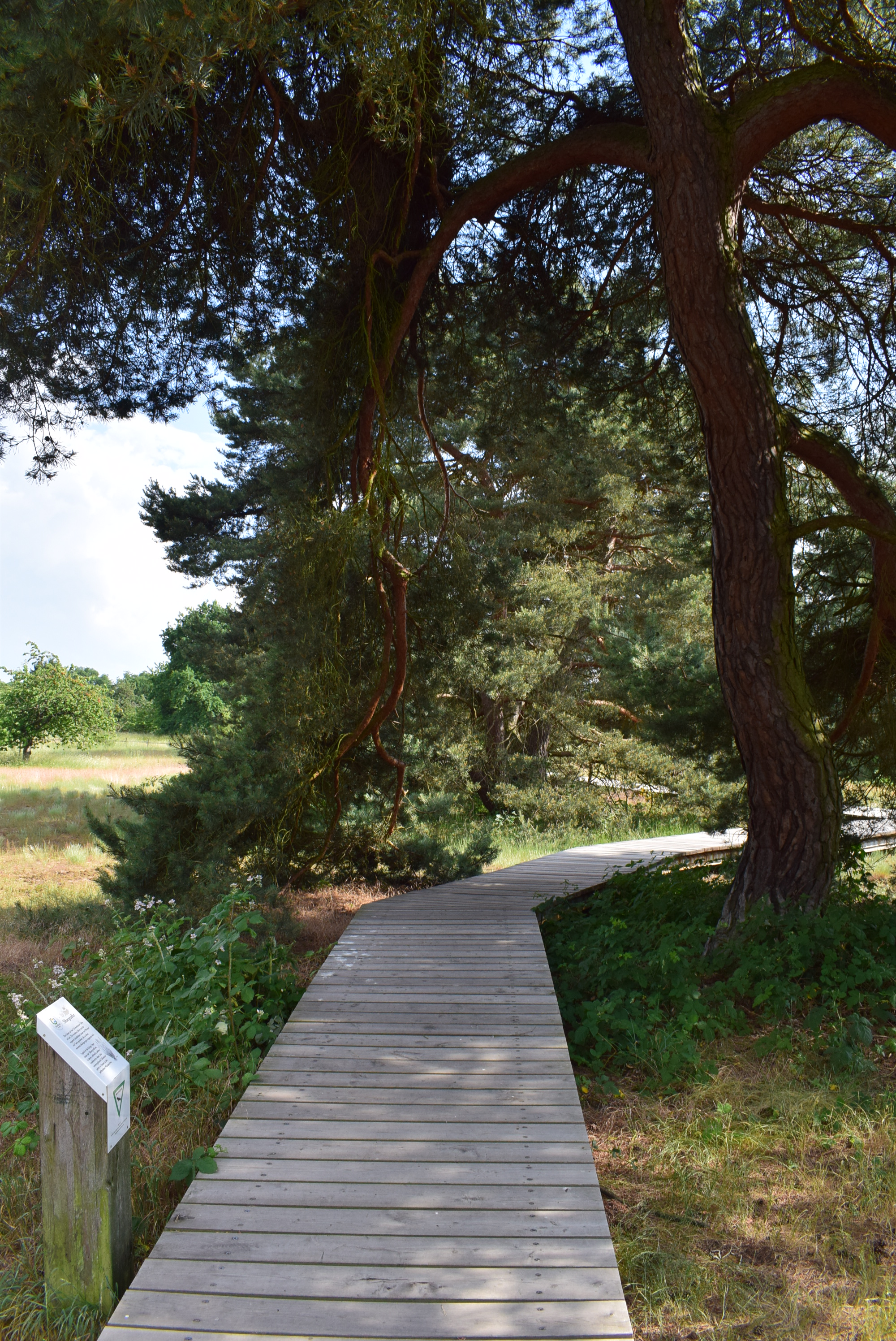
Bohlenweg durch die Schwanheimer Düne

## Entstehung
Das Gebiet entstand nach der letzten Eiszeit vor etwa 10.000 Jahren durch eine Verlagerung des kalkfreien Quarzsandes aus dem nahe gelegenen Main und war zunächst bewaldet. Anfang des 19. Jahrhunderts wurde der bis dahin streng geschützte Wald, der Dannewald, vom Kiefernspanner befallen und nach Sturmschäden großflächig gerodet. Um 1811 waren die letzten Kiefern und Eichen verschwunden. Die Bauern unternahmen mehrere Versuche, hier Kirschplantagen anzulegen, die allerdings aufgrund mehrerer Trockenperioden scheiterten. Danach lag die Düne brach, begann zu wandern und entstand zwischen 1882 und 1890 an ihrer jetzigen Stelle.
Am 13. Juni 1984 wurde ein 38 Hektar großer Bereich in einer Verordnung des Regierungspräsidiums Darmstadt zum Naturschutzgebiet erklärt und 2002 auf seine heutige Größe erweitert.

## Sandabbau

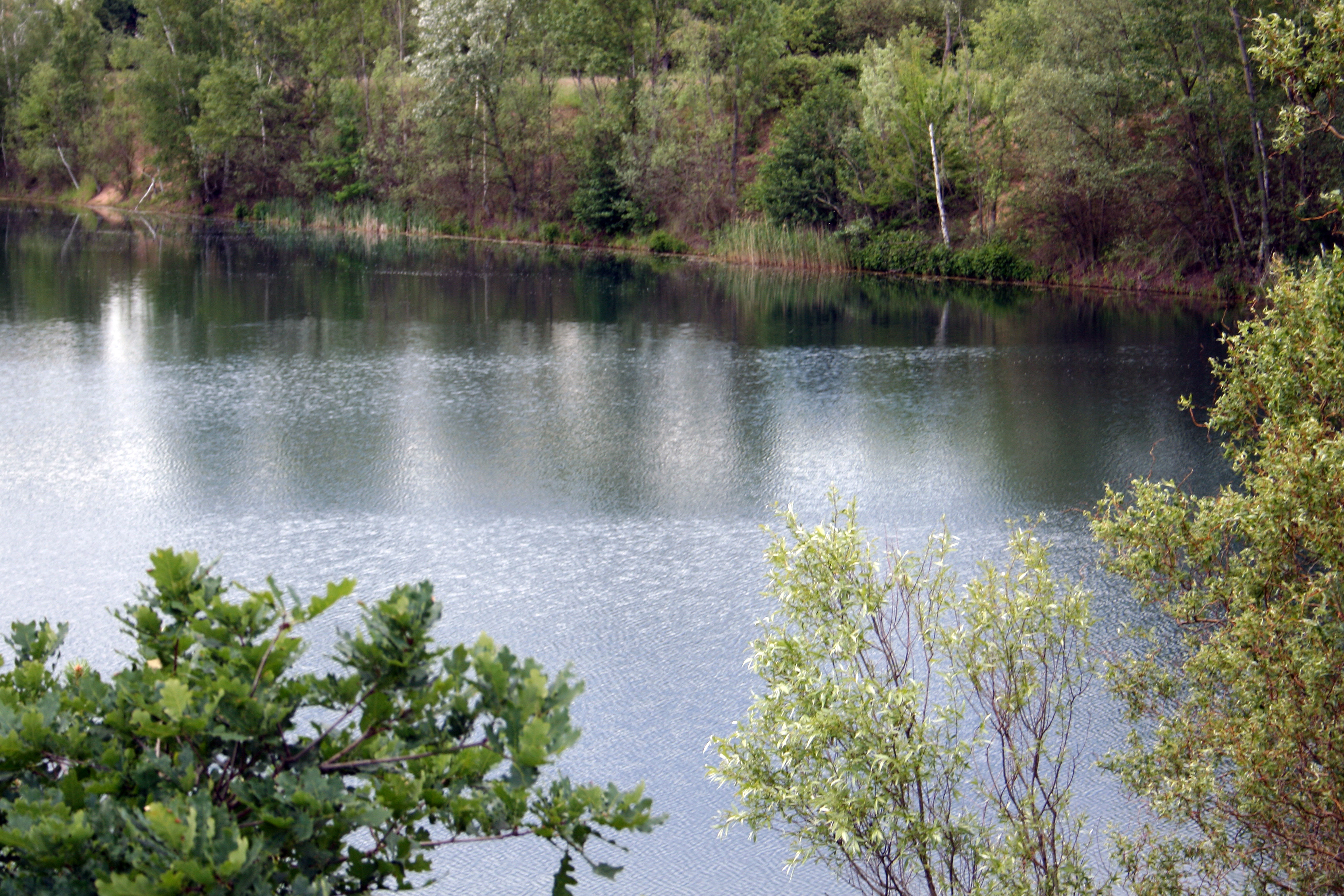
Schmitt’sche Grube

In der Schwanheimer Düne wurde Anfang des 20. Jahrhunderts Sand abgetragen und über eine eigens dafür gebaute Lorenbahn zum Kelsterbacher Weg abtransportiert. Die dafür verwendeten Loren wurden auf den Schienen über riesige Betonblöcke von Arbeitern geschoben oder von Pferden gezogen, bis der Betrieb in den 1940er Jahren eingestellt wurde. Eine Reihe von Betonblöcken befindet sich noch heute inmitten des Gebiets an der Kreuzung der beiden Wege.
Im Zweiten Weltkrieg befand sich hier eine Flak-Stellung.
Erst nach dem Zweiten Weltkrieg wurde durch einen Unternehmer namens Otto Schmitt wieder Sand abgebaut, wodurch die Schmitt’sche Grube entstand, in der sich heute der größte See des Naturschutzgebiets befindet. In diesem für Besucher abgesperrten Bereich ist ein größtenteils ungestörter Lebensraum und wichtiges Rückzugsgebiet für gefährdete Vogel- und Amphibienarten. In den schilfigen Uferbereichen brüten Teichrohrsänger; Graureiher und Haubentaucher nutzen die Grube als Fischgrund.
Weitere Gewässer im Bereich der Schwanheimer Düne sind die etwas nördlich gelegene Martinsgrube, ein nahezu rechteckiger ehemaliger Kiesteich von 3,2 Hektar Fläche und ca. 3 Metern Tiefe, sowie drei kleinere Teiche nördlich und östlich der Düne. Zwei weitere ehemalige Kiesgruben westlich der Düne wurden inzwischen verfüllt, die eine Anfang der 1980er Jahre durch die benachbarte Hoechst AG, die andere 2001 für den geplanten Bau der Verbindungsstraße von der Leunabrücke zur Bundesstraße 40.

## Flora und Fauna

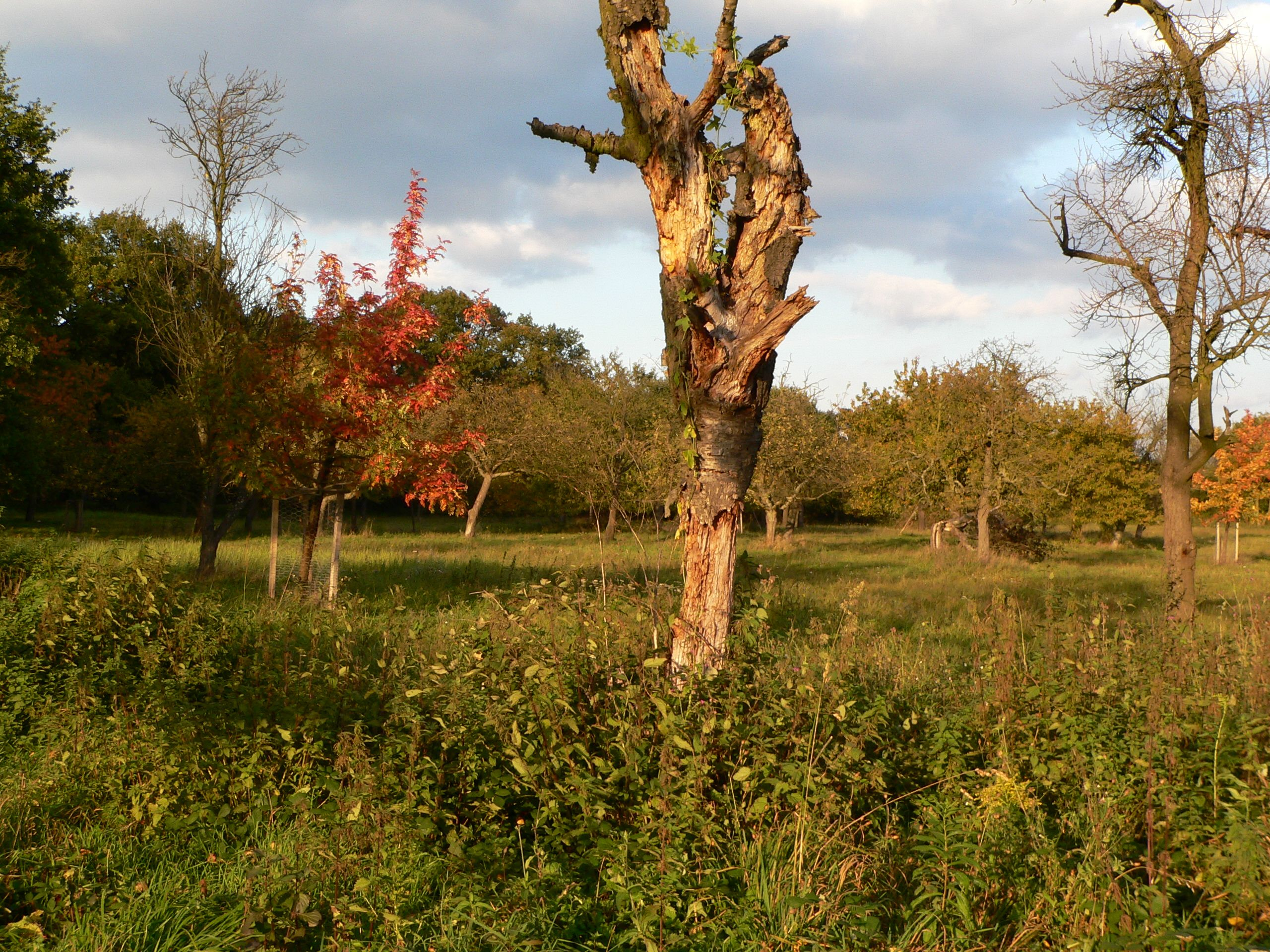
Streuobstwiese am Rand der Schwanheimer Düne

Die nährstoffarmen Sandböden und das trockene Klima lassen nur Leben zu, das an solche harten Bedingungen angepasst ist, wie beispielsweise die typisch lückenhafte Vegetation der silbergrünen Silbergrasfluren, in denen viele Insekten leben.
In den äußeren Bereichen ist die Schwanheimer Düne von Magerrasen bedeckt, in dem Nachtkerzen, Natternkopf, Dachtrespe und Kleines Filzkraut gedeihen. Sogar aus dem Mittelmeerraum eingewanderte Pflanzen, die an trockene und heiße Standorte angepasst sind, sind dort auffindbar.
Das Wäldchen in der Düne besteht aus kleinen und buschartigen Kiefern mit tief hängenden Ästen, die, ungewöhnlich für die Region und anders als zum Beispiel die Kiefern im nahe gelegenen Frankfurter Stadtwald, sonst in dieser Form nur an der Meeresküste vorkommen. Ebenfalls typisch für eine Düne ist der kaum bewachsene Boden, der teilweise von Polstern verschiedener Moose und Flechten, unter anderem von der Becherflechte, bedeckt wird.
Auf kleinen Sandhügeln und Böschungen im Kernbereich wächst das in Hessen als gefährdete Pflanzenart ausgewiesene Silbergras, das mit seinen tief reichenden Wurzeln vorwiegend offen liegende, humusarme Sandflächen besiedelt. In diesem Bereich befinden sich auch das Frühlings-Fingerkraut, Nacktstängeliger Bauernsenf, Kleines Habichtskraut, Sand-Hornkraut, Frühlings-Hungerblümchen, Echtes Johanniskraut, Echtes Labkraut, Feld-Mannstreu, Berg-Sandglöckchen, Frühlings-Spark, Sand-Strohblume, Sand-Vergissmeinnicht, Zypressen-Wolfsmilch und die Frühlings-Zwerg-Wicke. In den Magerrasen-Flächen wachsen die Sandgrasnelke und das zierliche Schillergras und auch Hunds-Rosen und Wein-Rosen sind am Wegrand zu entdecken.
Zahlreiche Tierarten sind in der Düne vertreten (siehe Fauna der Binnendünen), unter anderem die Heidschnucke, eine Schafrasse, die für eine natürliche Landschaftspflege sorgt und unter der Obhut des Bundes für Umwelt und Naturschutz (BUND) steht. Des Weiteren leben dort Eidechsen, Amphibien wie die Kreuzkröte, der Fasan, die Goldammer, die Heidelerche und der Pirol sowie zahlreiche an diesen Lebensraum angepasste Insekten wie die Blauflügelige Ödlandschrecke.

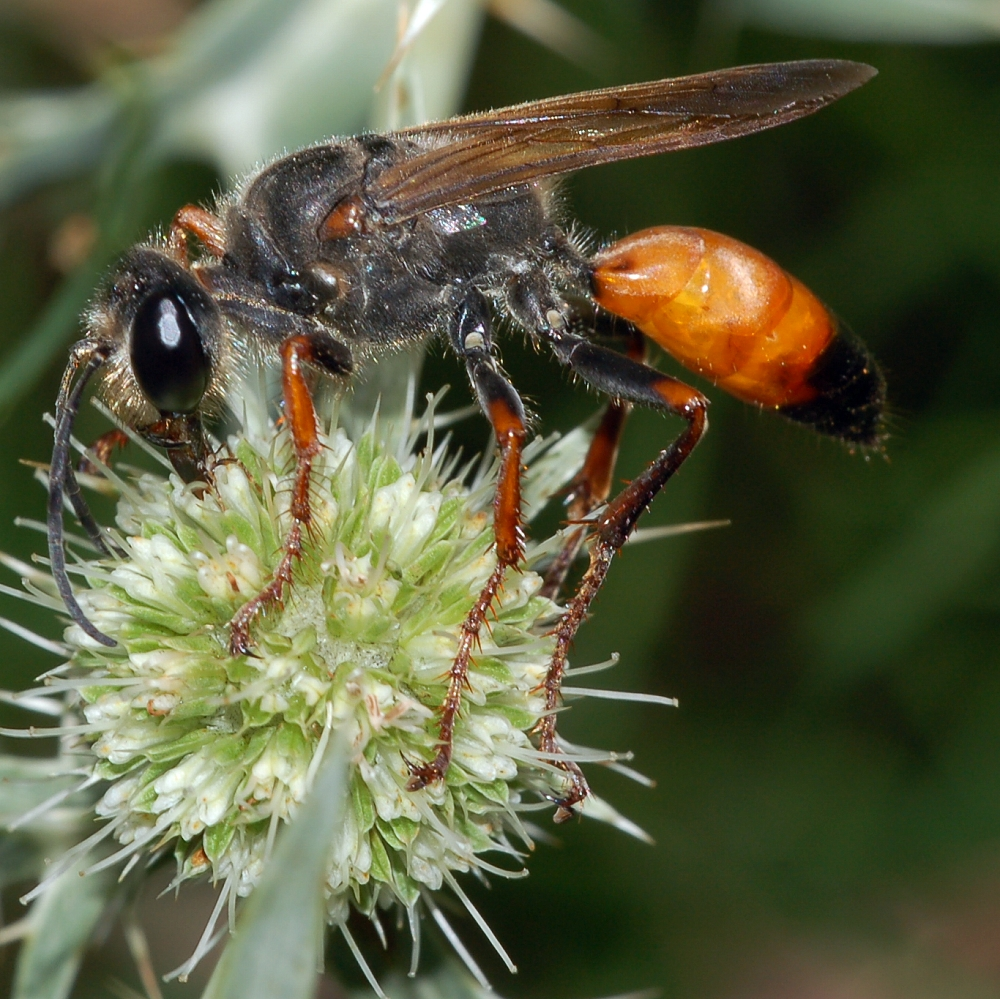
Heuschreckensandwespe

Wie auf einigen anderen Sandflächen des Oberrheingrabens nimmt auch in Schwanheim seit 2003 der Bestand der Heuschreckensandwespe (Sphex funerarius), einer der größten Grabwespen Mitteleuropas, deutlich zu. Möglicherweise tritt die Art sogar in zwei Generationen auf. Die Tiere jagen Langfühlerschrecken auf den Flächen, sind aber regelmäßig auf den etwas offeneren Flächen der Düne beim Aufsuchen ihrer Nestbauten oder beim Besuch der Feld-Mannstreu-Sträucher anzutreffen. Ungeklärt ist, wie bei anderen sogenannten Expansionsarten auch, ob sie tatsächlich ihren Lebensraum nach Norden erweitert haben oder nur auf Grund des zeitweilig günstigeren Klimas eine größere Lokalpopulation aufbauen konnten – damit dann auch erstmals von Menschen beobachtet werden konnten.